# إدوارد كافاناه
إدوارد كافاناه (بالإنجليزية: Edward Kavanagh)‏ وهو سياسي أمريكي كان حاكم ولاية مين الأمريكية وهو ينتمي إلى الحزب الديمقراطي الأمريكي ولد إدوارد كافاناه في 27 ابريل من سنة 1795 في مدينة نيوكاسل بولاية مين الأمريكية في سنة 1813 تخرج كافاناه من كلية سانت ماري في مدينة بالتيمور شغل كافاناه منصب حاكم على ولاية مين الأمريكية ما بين عامي 1843 إلى عام 1844 توفي إدوارد كافاناه في 22 يناير من عام1844 في ولاية مين.